# 岸涯小僧

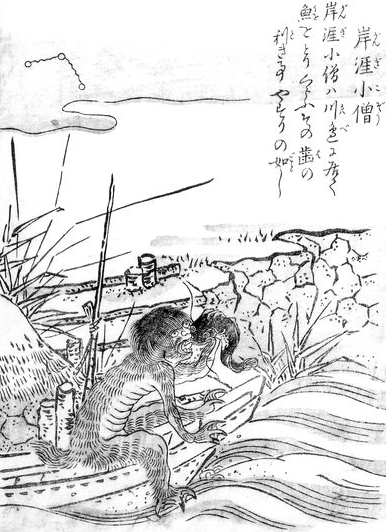
鳥山石燕『今昔百鬼拾遺』より「岸涯小僧」

岸涯小僧（がんぎこぞう）は、鳥山石燕の江戸時代の妖怪画集『今昔百鬼拾遺』にある妖怪。「岸崖小僧」との表記もある。
画図には全身が毛に覆われた河童のような妖怪が描かれており、石燕による同書の解説文によれば、やすりのような歯を持ち、川辺で魚を獲るものとされている。山口県の民俗語彙には「タキワロ」という山の妖怪があり、これが海に入るとエンコ（河童）になるといわれ、「タキ」とは「崖」を指すことから、岸涯小僧はこのタキワロの類との推察もある。

水木しげるロードに設置されている「岸涯小僧」のブロンズ像

水木しげるの著書によれば、口を開けた姿が歯車の雁木に似ているところから「雁木小僧」とも表記し、おかっぱ頭のような髪、手足に水掻きを持ち、魚を捕えて頭から食べるとある。岸辺で岸涯小僧に遭遇した魚屋は、最も安くて大きな魚を1匹投げて逃げ出したとされている。
実際には、『今昔百鬼拾遺』以外の古典や民間伝承に岸涯小僧の名は確認されておらず、文献によっては伝承を伴わない、絵画のみの妖怪として分類されており、石燕の創作物との指摘もある。そのような事情から、民間伝承における河童と同類とはいえないとの意見もある。